# Thomas Malory

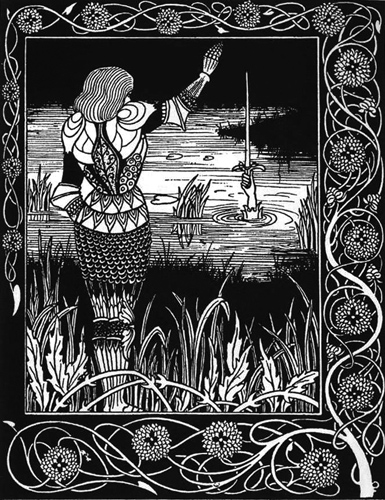
Un'illustrazione da Le morte d'Arthur: Bedivere riporta Excalibur alla Dama del Lago.

Sir Thomas Malory (Warwickshire, 1405-1416 ? – 14 marzo 1471) è stato uno scrittore inglese, autore di Le Morte d'Arthur. Il suo cognome è stato scritto anche Maillorie, Mallory e Maleore e viene dal francese antico maleüré, "sfortunato".

## Biografia
Si sa poco della vita di Thomas Malory. In passato si credeva che Malory fosse gallese, ma oggi si è più propensi a credere che venisse da Newbold Revell nel Warwickshire. La sua data di nascita è incerta, anche se molti propendono per il 1416. 
Servì al seguito di Richard Beauchamp, conte di Warwick, e partecipò con lui all'assedio di Calais del 1436. Fu eletto due volte al Parlamento, tra il 1444 e il 1445, ma fu anche denunciato più volte negli anni cinquanta del Quattrocento per furto, violenza, stupro e tentato omicidio ai danni del Duca di Buckingham. Venne tratto in arresto e, dopo la fuga, imprigionato una seconda volta con l'accusa di aver svaligiato un'abbazia. Dopo un periodo di prigionia nella torre di Londra, esce su cauzione nel 1454. Nel 1460 venne nuovamente arrestato e preso in custodia nel carcere di Newgate.
Le accuse a suo carico non furono mai dimostrate in un processo. Ciò ha portato, nel tempo, a credere che Malory sia stato perseguitato da calunnie, benché egli non si professi mai innocente nei suoi scritti. Negli anni sessanta partecipò al seguito del conte di Warwick alla Guerra delle Due Rose contro Enrico VI. Quando in seguito il conte si rivoltò contro Edoardo, cambiando schieramento, Malory probabilmente lo seguì, unendosi allo schieramento dei Lancaster. 
Scrisse parte della sua opera in prigione, e dalla sua descrizione si può credere che fosse un cavaliere e anche un prete. Malory morì il 14 marzo del 1471 e fu sepolto nella chiesa dei Grey Friars in Newgate.

## La morte di Artù
Unica opera di Malory a noi pervenuta è La morte di Artù (Le Morte d'Arthur), una rielaborazione di tutti i testi francesi e inglesi che Malory aveva a disposizione sulla vita di re Artù. Terminato nel 1469, è stato pubblicato da William Caxton nel 1485. Molto probabilmente questo romanzo è il testo che ha più influenzato la visione dei posteri della leggenda del re bretone. L'opera di Malory rappresenta la transizione dal romanzo medievale al romanzo moderno: egli infonde nelle sue storie arturiane una semplice moralità cavalleresca. Lo stile è limpido, terso, obiettivo, armonioso, semplice, mentre la scrittura è musicale.
Molte opere moderne prendono spunto dal lavoro di Malory, tra cui il libro di Alfred Tennyson The Lady of Shalott e i film I cavalieri della tavola rotonda di Richard Thorpe del 1953 e, nel 1981, Excalibur di John Boorman. John Steinbeck ne trasse Le gesta di re Artù e dei suoi nobili cavalieri, una rielaborazione in chiave moderna pubblicata postuma.